# Major Oak
Major Oak er et stort egetræ (Quercus robur) der står nær landsbyen Edwinstowe midt i Sherwoodskoven, Nottinghamshire, England. Ifølge lokale legender var det Robin Hoods gemmested, hvor han og hans mænd sov. Det er estimeret til at veje 23 tons, stammen er 10 m i diameter, kronen er 28 m på tværs, og det er omkring 800–1000 år gammelt.
I en spørgeskemaundersøgelse fra 2002 blev det stemt ind som "Britain's favourite tree". I 2014 blev det stemt ind som 'England's Tree of the Year' i en offentlig afstemning arrangeret af Woodland Trust, hvor det modtog 18% af stemmerne. Det har fået navn efter Major Hayman Rookes beskrivelse af træet fra 1790.

## Historie
Siden viktoriatiden har dets store grene været delvist støttet af stillads og bjælker.
I 2002 forsøgte nogle at sælge agern fra træet på en internetbaseret auktionsside, hvilket var ulovligt.
I 2003 begyndte en plantage i Dorset at dyrke 260 nye træer fra agern fra Major Oak. Formålet var at skabe omtale til et internetbaseret forskningsstudie af Major Oak, træets historie og og væksthistorie ved at se på de nye træers blade og størrelse.
I 2005 var Major Oak en del af tv-programmet Seven Natural Wonders som et af vidunderne i Midlands.